# Tướng tư lệnh Lục quân Hoa Kỳ
Trước khi chức vụ Tham mưu trưởng Lục quân Hoa Kỳ được thành lập vào năm 1903, thông thường chỉ có duy nhất một sĩ quan cao cấp nhất trong Lục quân Hoa Kỳ. Từ năm 1783, vị sĩ quan cao cấp nhất được gọi đơn giản là Senior Officer of the United States Army có nghĩa là Sĩ quan cao cấp Lục quân Hoa Kỳ, nhưng vào năm 1821 chức vụ này được thay đổi thành Commanding General of the United States Army nghĩa là Tướng Tư lệnh Lục quân Hoa Kỳ. Chức vụ này bị bãi bỏ khi chức vụ Tham mưu trưởng Lục quân Hoa Kỳ được lập ra vào năm 1903.

## Danh sách các Tướng Tư lệnh Lục quân Hoa Kỳ

### Tướng và Tổng tư lệnhLục quân Lục địa
|    | Tên                         | Hình | Bắt đầu nhiệm kỳ    | Kết thúc nhiệm kỳ    | Ghi chú |
| -- | --------------------------- | ---- | ------------------- | -------------------- | ------- |
| 1. | Đại tướng George Washington |      | 15 tháng 6 năm 1775 | 23 tháng 12 năm 1783 |         |

### Sĩ quan cao cấp
|    | Tên                    | Hình | Bắt đầu nhiệm kỳ     | Kết thúc nhiệm kỳ   | Ghi chú |
| -- | ---------------------- | ---- | -------------------- | ------------------- | ------- |
| 1. | Thiếu tướng Henry Knox |      | 23 tháng 12 năm 1783 | 20 tháng 6 năm 1784 |         |

### Sĩ quan Cao cấp Lục quân Hoa Kỳ
|     | Tên                            | Hình | Bắt đầu nhiệm kỳ     | Kết thúc nhiệm kỳ    | Ghi chú                                                          |
| --- | ------------------------------ | ---- | -------------------- | -------------------- | ---------------------------------------------------------------- |
| 1.  | Thiếu tá John Doughty          |      | 20 tháng 6 năm 1784  | 12 tháng 8 năm 1784  | phục vụ khi toàn bộ Lục quân được giải ngũ chỉ còn lại 80 người. |
| 2.  | Chuẩn tướng Josiah Harmar      |      | 12 tháng 8 năm 1784  | 4 tháng 3 năm 1791   |                                                                  |
| 3.  | Chuẩn tướng Arthur St. Clair   |      | 4 tháng 3 năm 1791   | 5 tháng 3 năm 1792   |                                                                  |
| 4.  | Chuẩn tướng Anthony Wayne      |      | 13 tháng 4 năm 1792  | 15 thang 12, 1796    |                                                                  |
| 5.  | Chuẩn tướng James Wilkinson    |      | 15 tháng 12 năm 1796 | 13 tháng 7 năm 1798  |                                                                  |
| 6.  | Trung tướng George Washington  |      | 13 tháng 7 năm 1798  | 14 tháng 12 năm 1799 |                                                                  |
| 7.  | Chuẩn tướng Alexander Hamilton |      | 14 tháng 12 năm 1799 | 15 tháng 6 năm 1800  |                                                                  |
| 8.  | Chuẩn tướng James Wilkinson    |      | 15 tháng 6 năm 1800  | 27 tháng 1, 1812     |                                                                  |
| 9.  | Thiếu tướng Henry Dearborn     |      | 27 tháng 1, 1812     | 15 tháng 6 năm 1815  |                                                                  |
| 10. | Thiếu tướng Jacob Brown        |      | 15 tháng 6 năm 1815  | tháng 6 năm 1821     |                                                                  |

### Tướng tư lệnh
|     | Tên                                | Hình | Bắt đầu nhiệm kỳ         | Kết thúc nhiệm kỳ   | Ghi chú |
| --- | ---------------------------------- | ---- | ------------------------ | ------------------- | ------- |
| 1.  | Thiếu tướng Jacob Brown            |      | tháng 6 năm 1821         | 24 tháng 2 năm 1828 |         |
| 2.  | Thiếu tướng Alexander Macomb       |      | 29 tháng 5 năm 1828      | 25 tháng 6 năm 1841 |         |
| 3.  | Trung tướng Winfield Scott         |      | 5 tháng 7 năm 1841       | 1 tháng 11 năm 1861 |         |
| 4.  | Thiếu tướng George B. McClellan    |      | 1 tháng 11 năm 1861      | 11 tháng 3 năm 1862 | [ 1 ]   |
| 5.  | Thiếu tướng Henry Wager Halleck    |      | 23 tháng 7 năm 1862      | 9 tháng 3 năm 1864  |         |
| 6.  | Đại tướng Ulysses S. Grant         |      | 9 tháng 3 năm 1864       | 4 tháng 3 năm 1869  |         |
| 7.  | Đại tướng William Tecumseh Sherman |      | 8 tháng 3 năm 1869       | 1 tháng 11 năm 1883 |         |
| 8.  | Đại tướng Philip Sheridan          |      | 1 tháng 11 năm 1883      | 5 tháng 8 năm 1888  |         |
| 9.  | Trung tướng John Schofield         |      | 14 tháng 8 năm 1888      | 29 tháng 9 năm 1895 |         |
| 10. | Trung tướng Nelson A. Miles        |      | ngày 5 tháng 10 năm 1895 | 8 tháng 8 năm 1903  |         |